# BMG (Pomigliano D'Arco)
BMG is een Italiaans historisch merk van bromfietsen.
De bedrijfsnaam was: Bicimosquito Garelli, Industrie Meccaniche Meridionali, Pomigliano D'Arco.
In de jaren vijftig bouwde dit bedrijf de beroemde Garelli-Mosquito-clip-on motor in licentie. Die werd gemonteerd in frames die werden gemaakt bij Metalmeccanica Meridionale in Pomigliano D'Arco en zo ontstonden bromfietsen en gemotoriseerde fietsen.